# Растон (Вашингтон)
Растон (англ. Ruston) — місто (англ. city) в США, в окрузі Пірс штату Вашингтон. Населення — 1055 осіб (2020).

## Географія
Растон розташований за координатами 47°18′1″ пн. ш. 122°30′28″ зх. д. / 47.30028° пн. ш. 122.50778° зх. д. (47.300192, -122.507734).  За даними Бюро перепису населення США в 2010 році місто мало площу 0,86 км², з яких 0,66 км² — суходіл та 0,19 км² — водойми. В 2017 році площа становила 0,69 км², уся площа — суходіл.

## Демографія
Згідно з переписом 2010 року, у місті мешкало 749 осіб у 336 домогосподарствах у складі 194 родин. Густота населення становила 871 особа/км².  Було 430 помешкань (500/км²).
Расовий склад населення:
| - 87,0 % — білих - 2,9 % — чорних або афроамериканців - 2,7 % — азіатів - 1,1 % — корінних американців - 0,7 % — вихідців з тихоокеанських островів |

До двох чи більше рас належало 4,7 %. Частка іспаномовних становила 6,0 % від усіх жителів.
За віковим діапазоном населення розподілялося таким чином: 20,8 % — особи молодші 18 років, 69,2 % — особи у віці 18—64 років, 10,0 % — особи у віці 65 років та старші. Медіана віку мешканця становила 39,5 року. На 100 осіб жіночої статі у місті припадало 95,1 чоловіків;  на 100 жінок у віці від 18 років та старших — 97,0 чоловіків також старших 18 років.
Середній дохід на одне домашнє господарство  становив 100 723 долари США (медіана — 81 513), а середній дохід на одну сім'ю — 121 428 доларів (медіана — 98 125). Медіана доходів становила 60 000 доларів для чоловіків та 57 438 доларів для жінок. За межею бідності перебувало 5,2 % осіб, у тому числі 1,3 % дітей у віці до 18 років та 0,0 % осіб у віці 65 років та старших.
Цивільне працевлаштоване населення становило 524 особи. Основні галузі зайнятості: освіта, охорона здоров'я та соціальна допомога — 34,4 %, роздрібна торгівля — 10,9 %, науковці, спеціалісти, менеджери — 10,9 %.